# Илларионовский поселковый совет
Илларионовский поселковый совет (укр. Іларіонівська селищна рада) — входит в состав
Синельниковского района
Днепропетровской области
Украины.
Административный центр поселкового совета находится в 
пгт Илларионово.

## Населённые пункты совета
- пгт Илларионово
- с. Знаменовское
- с. Ивановка
- с. Лозоватка
- пгт Сад
- с. Старолозоватка